# 姫路市立香呂南小学校
姫路市立香呂南小学校（ひめじしりつ こうろみなみしょうがっこう）は、兵庫県姫路市香寺町須加院に所在する公立小学校。

## 沿革
- 1981年（昭和56年）4月1日 - 香寺町立香呂小学校から分離して開校。
- 2006年（平成18年）3月27日 - 香寺町が姫路市に編入され、姫路市立香呂南小学校と改称。

香呂南校区は少子化の影響が著しく、姫路市教育委員会は本校を「早急に統合する必要がある」として早ければ2029年度にも姫路市立香呂小学校との統合を目指す方針を明らかにした。

## 通学区域
現行では、姫路市香寺町のうち須加院、犬飼（872番2-872番101）。全域で姫路市立香寺中学校の通学区域となる。

## 通学区域が隣接している学校
- 姫路市立香呂小学校
- 姫路市立置塩小学校
- 姫路市立砥堀小学校
- 姫路市立豊富小中学校